# Business Process Outsourcing
Das Business Process Outsourcing (BPO) ist eine Sonderform des Outsourcings und bezeichnet das Auslagern ganzer Geschäftsprozesse. BPO unterscheidet sich damit von anderen Formen des Outsourcings darin, dass nicht ein Teil der Aufbauorganisation (d. h. eine organisatorische Einheit / Abteilung), sondern ein Teil der Ablauforganisation ausgelagert wird. In der Regel wird mit dem Geschäftsprozess auch das zugrundeliegende IT-System outgesourct. Es wird ebenfalls der Begriff Knowledge Process Outsourcing (KPO) verwendet.

## Ziele von BPO
Das Auslagerungsunternehmen sondert vornehmlich Supportprozesse aus, die nicht wettbewerbsdifferenzierend sind, und kann sich mit der Auslagerung auf sein Hauptgeschäft (Kernprozesse) konzentrieren. Erfolgreiches BPO kann Effizienz steigern und somit zum geschäftlichen Erfolg beitragen. Zugleich werden durch die Prozessauslagerung Betriebsrisiken auf den BPO-Dienstleister übertragen. Auf diese Weise sind die Unternehmen in der Lage, strategisch handeln zu können, ohne sich operativ zu belasten, und werden somit schlanker und transparenter.
Die ausgelagerten Supportprozesse sind für den BPO-Dienstleister das eigentliche Kerngeschäft. Der Dienstleister kann durch Standardisierung der eigenen Kernprozesse eine effiziente Kostenoptimierung mit einer geringen Fehlerrate erreichen. Durch optimale Auslastung der eigenen Systeme und Abläufe entstehen Skaleneffekte, die wieder Kostenvorteile für Dienstleister darstellen. Für Auslagerungsunternehmen und Dienstleister ermöglicht sich so eine Win-win-Situation.

## Beispiele von BPO
Business Process Outsourcing findet vornehmlich in folgenden Bereichen Anwendung:
- Finanz- und Rechnungswesen / Buchhaltung
- HR/Personalwesen/bAV
- Beschaffung
- Logistik
- Customer Care (Callcenter)
- Banken (Abwicklung von Zahlungsverkehr, Kredit- und Wertpapiergeschäften)
- Technische Dokumentation (Erstellung externer Dokumentation und Übersetzungen)
- Ausbildung/Training (e-Learning)

## Der BPO-Markt
Der BPO-Markt war im Jahr 2009 der am stärksten wachsende des gesamten Marktes für Informations- und Telekommunikationstechnik. Die IT-Analysten von Gartner dotierten den weltweiten BPO-Markt damals auf 172 Milliarden Dollar bei einer CAGR (engl. Compound Annual Growth Rate; jährliche Wachstumsrate) von 9,1 % im betrachteten Zeitraum. Zu den wichtigsten Ländern, in die Prozesse ausgelagert werden, zählen Indien und die Philippinen.